# Softball na letnich igrzyskach olimpijskich

Softball obecny był w programie igrzysk olimpijskich pięć razy. Po raz pierwszy rywalizowano o medale podczas Letnich Igrzysk Olimpijskich 1996 w Atlancie, a ostatni raz w 2020 roku w Tokio. We wszystkich startach rozgrywano wyłącznie turnieje dla kobiet.

## Kalendarium
| Rok  | Miejscowość | Kraj              | Zawody                                           |
| ---- | ----------- | ----------------- | ------------------------------------------------ |
| 1996 | Atlanta     | Stany Zjednoczone | Softball na Letnich Igrzyskach Olimpijskich 1996 |
| 2000 | Sydney      | Australia         | Softball na Letnich Igrzyskach Olimpijskich 2000 |
| 2004 | Ateny       | Grecja            | Softball na Letnich Igrzyskach Olimpijskich 2004 |
| 2008 | Pekin       | Chiny             | Softball na Letnich Igrzyskach Olimpijskich 2008 |
| 2020 | Tokio       | Japonia           | Softball na Letnich Igrzyskach Olimpijskich 2020 |

## Zawody
| Konkurencja    | 96 | 00 | 04 | 08 | 12 | 20 | 24 | 28 | 32 | 36 | 48 | 52 | 56 | 60 | 64 | 68 | 72 | 76 | 80 | 84 | 88 | 92 | 96 | 00 | 04 | 08 | 12 | 16 | 20 | Razem |  |
| -------------- | -- | -- | -- | -- | -- | -- | -- | -- | -- | -- | -- | -- | -- | -- | -- | -- | -- | -- | -- | -- | -- | -- | -- | -- | -- | -- | -- | -- | -- | ----- |  |
| Turniej kobiet |    |    |    |    |    |    |    |    |    |    |    |    |    |    |    |    |    |    |    |    |    |    | •  | •  | •  | •  |    |    | •  | 5     |  |
|                |    |    |    |    |    |    |    |    |    |    |    |    |    |    |    |    |    |    |    |    |    |    |    |    |    |    |    |    |    |       |  |
| Ogólnie        | -  | -  | -  | -  | -  | -  | -  | -  | -  | -  | -  | -  | -  | -  | -  | -  | -  | -  | -  | -  | -  | -  | 1  | 1  | 1  | 1  | -  | -  | 1  | 5     |  |

## Klasyfikacja medalowa
| Miejsce | Państwo           |   |   |   | Razem |
| ------- | ----------------- | - | - | - | ----- |
| 1.      | Stany Zjednoczone | 3 | 1 | 0 | 4     |
| 2.      | Japonia           | 1 | 1 | 1 | 3     |
| 3.      | Australia         | 0 | 1 | 3 | 4     |
| 4.      | Chiny             | 0 | 1 | 0 | 1     |